# شیگیو تاکوچی

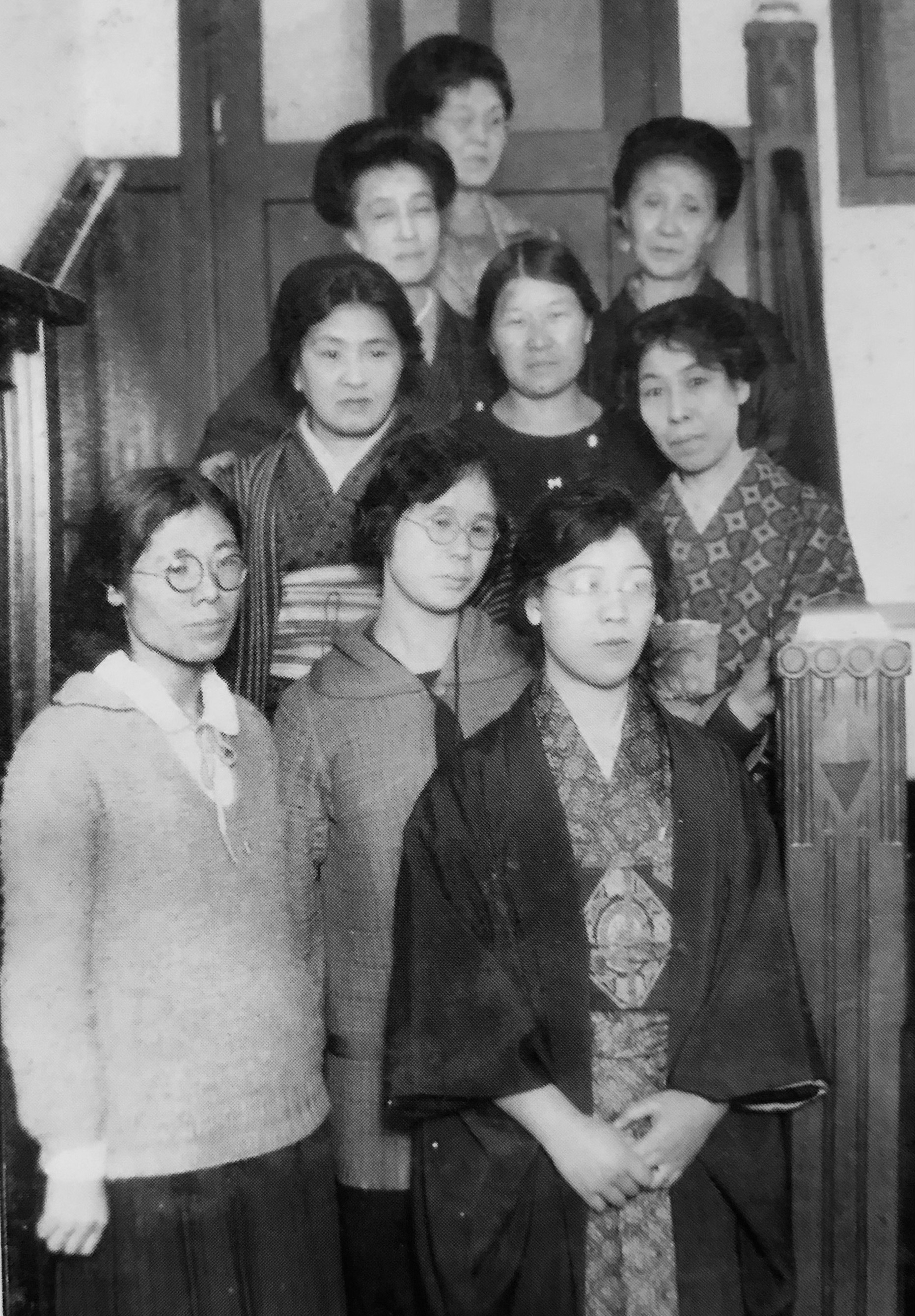

شیگیو تاکوچی (انگلیسی: Shigeyo Takeuchi; ۳۱ اوت ۱۸۸۱ – ۱۵ دسامبر ۱۹۷۵) یک پزشک و سیاستمدار اهل ژاپن بود. بود. او یکی از اولین زنانی بود که به دایت ملی ژاپنی انتخاب شد، اگرچه فقط یک دوره خدمت کرد.